# Jorge Urquía
Jorge Urquía   (Comayagüela, 19 de setembre de 1946) és un exfutbolista hondureny de la dècada de 1970.
Fou internacional amb la selecció d'Hondures.
Pel que fa a clubs, destacà a Club Deportivo Olimpia, RCD Mallorca i Deportivo Alavés.